# Wilgenroosjesscheutmot
De wilgenroosjesscheutmot (Mompha conturbatella) is een vlinder uit de familie wilgenroosjesmotten (Momphidae). De wetenschappelijke naam is voor het eerst geldig gepubliceerd in 1819 door Hübner.
De soort komt voor in Europa.